# Time Pilot
Time Pilot (anche noto come Space Pilot, titolo di un clone) è un videogioco arcade di tipo sparatutto a scorrimento multidirezionale contro velivoli di varie epoche, prodotto nel 1982 da Konami e su licenza anche da Centuri e Atari. The International Arcade Museum lo inserisce tra i 100 migliori giochi arcade. 
Nel 1983 uscirono conversioni per Atari 2600, ColecoVision e MSX. Per Tatung Einstein uscì solo nella raccolta 4 Game Disc Arcade.Time Pilot venne in seguito incluso in varie raccolte di classici Konami per piattaforme moderne; per Xbox 360 uscì su Xbox Live una versione con nuova grafica, oltre a quella originale emulata.
Nel 1984 fu realizzato il sequel, Time Pilot '84, solo come arcade. Sempre nel 1984 l'azienda tedesca Kingsoft pubblicò Space Pilot, una conversione non ufficiale di Time Pilot per Commodore 64 che ebbe a sua volta alcuni seguiti. Apparvero anche altre conversioni non ufficiali, come Fury e Time Patrol per TRS-80 Color Computer, Space Pilot per BBC Micro, Vector Pilot per Vectrex (realizzata molti anni dopo per il retrogaming).

## Modalità di gioco
Il giocatore assume il ruolo di un pilota di jet futuristico che viaggia nel tempo e affronta velivoli nemici in quattro diversi anni del XX secolo allo scopo di recuperare piloti intrappolati in tali epoche, per arrivare infine nel futuro, dove al posto dei velivoli deve contrastare astronavi aliene. In ogni livello bisogna distruggere almeno 56 mezzi nemici, dopodiché apparirà la nave boss, che dovrà essere abbattuta con più colpi. Lo scenario è un'area illimitata di cielo, con presenza di nuvole decorative che passano davanti o dietro ai velivoli, a volte nascondendo i pericoli. Lo sfondo è in continuo scorrimento mentre l'apparecchio del giocatore avanza a velocità costante rimanendo sempre al centro dello schermo. Si può ruotare in tutte le direzioni (l'aereo vira gradualmente verso la direzione in cui sta puntando la leva del joystick) e sparare proiettili a raffiche. 
C'è un solo tipo di nemici comuni per ogni livello. I velivoli arrivano continuamente da ogni lato, a volte in formazioni da sei, che se distrutte completamente concedono punti bonus. Occasionalmente sparano proiettili simili a quelli del giocatore, e a seconda del livello possono usare anche altri proiettili speciali, questi ultimi eliminabili se colpiti al volo. Di tanto in tanto appaiono, in tutti i livelli tranne quello ambientato nello spazio, paracadutisti amici che rappresentano i piloti dispersi da recuperare: si possono salvare raccogliendoli in volo in modo da ottenere un bonus di punti. Le vite a disposizione sono tre - perdute all'istante se si viene colpiti dai nemici o andando in collisione con essi -  e aumentabili al raggiungimento di determinati punteggi.

## Livelli
- Livello 1, anno 1910 - biplani (nemici comuni) e dirigibile (boss). Gli aerei sparano proiettili lenti ma possono lanciare anche bombe: la traiettoria è lenta e inizialmente verticale ma, con l'aumentare dell'effetto gravitazionale, diventa parabolica, per cui le bombe aumentano di velocità mentre ricadono verso il basso.
- Livello 2, anno 1940 - monoplani (nemici comuni) e B-25 (boss). Occasionalmente possono apparire bombardieri gialli e rossi: richiedono tanti colpi quanti i velivoli di fine livello per essere abbattuti, ma non sparano e sono pericolosi solo in caso di scontro.
- Livello 3, anno 1970 - elicotteri (nemici comuni) e CH-47 (boss). Gli elicotteri sparano sia proiettili che missili inseguitori: questi sono più veloci del giocatore ma non possono compiere virate molto strette, al contrario del velivolo del giocatore. Possono quindi essere schivati con una serie di manovre elusive ma anche colpiti e distrutti se gli si spara contro.
- Livello 4, anno 1982 - jet (nemici comuni) e B-52 (boss). Anche i jet nemici sono dotati di missili inseguitori.
- Livello 5, anno 2001 - UFO (nemici comuni) e astronave madre (boss). I proiettili speciali degli UFO sono oggetti rotanti. Questo è l'unico livello ambientato nello spazio; le nuvole sono rimpiazzate da asteroidi, anch'essi soltanto decorativi e quindi il jet non può scontrarvisi, ma teoricamente si configurano come un pericolo perché al pari delle nuvole possono nascondere i proiettili nemici.

Una volta che tutte le epoche sono state visitate, i livelli ricominciano, con una difficoltà maggiore. Nelle conversioni possono mancare alcuni dettagli, in particolare la versione ColecoVision è priva del livello 5. La versione per Game Boy Advance di Time Pilot in Konami Arcade Classics include una sesta battaglia, nell'anno 1000000 avanti Cristo, in cui i nemici da distruggere sono pterodattili.